# Giulia Gwinn
Giulia Ronja Gwinn (phát âm tiếng Đức: [ɡvɪn]; sinh ngày 2 tháng 7 năm 1999) là một cầu thủ bóng đá chuyên nghiệp người Đức thi đấu ở vị trí hậu vệ phải hoặc tiền vệ cho câu lạc bộ Frauen-Bundesliga FC Bayern Munich và đội tuyển nữ quốc gia Đức.

## Đầu đời
Gwinn bắt đầu chơi bóng từ năm 2009 cho TSG Ailingen và sau đó cho VfB Friedrichshafen. Năm 2009, cô bắt đầu 5 năm tại FV Ravensburg. Sau đó, cô chơi một mùa giải cho B-Juniors của SV Weingarten, với tư cách là cô gái duy nhất trong đội.

## Thống kê sự nghiệp

### Quốc tế
Tính đến match played 2 December 2024
| Đội tuyển quốc gia | Năm   | Trận | Bàn |
| ------------------ | ----- | ---- | --- |
| Đức                | 2017  | 1    | 0   |
| Đức                | 2018  | 3    | 1   |
| Đức                | 2019  | 13   | 2   |
| Đức                | 2020  | 2    | 0   |
| Đức                | 2021  | 2    | 0   |
| Đức                | 2022  | 12   | 0   |
| Đức                | 2023  | 6    | 3   |
| Đức                | 2024  | 18   | 8   |
| Total              | Total | 57   | 14  |

| #   | Ngày                 | Địa điểm               | Đối thủ     | Bàn thắng | Kết quả | Giải đấu                            |
| --- | -------------------- | ---------------------- | ----------- | --------- | ------- | ----------------------------------- |
| 1.  | 10 tháng 11 năm 2018 | Osnabrück, Đức         | Ý           | 3–2       | 5–2     | Giao hữu                            |
| 2.  | 8 tháng 6 năm 2019   | Rennes, Pháp           | Trung Quốc  | 1–0       | 1–0     | FIFA Women's World Cup 2019         |
| 3.  | 5 tháng 10 năm 2019  | Aachen, Đức            | Ukraina     | 2–0       | 8–0     | Vòng loại UEFA Women's Euro 2022    |
| 4.  | 26 tháng 9 năm 2023  | Bochum, Đức            | Iceland     | 2–0       | 4–0     | UEFA Women's Nations League 2023–24 |
| 5.  | 27 tháng 10 năm 2023 | Sinsheim, Đức          | Wales       | 3–1       | 5–1     | UEFA Women's Nations League 2023–24 |
| 6.  | 31 tháng 10 năm 2023 | Reykjavík, Iceland     | Iceland     | 1–0       | 2–0     | UEFA Women's Nations League 2023–24 |
| 7.  | 23 tháng 2 năm 2024  | Décines-Charpieu, Pháp | Pháp        | 1–2       | 1–2     | UEFA Women's Nations League 2023–24 |
| 8.  | 5 tháng 4 năm 2024   | Linz, Áo               | Áo          | 3–2       | 3–2     | Vòng loại UEFA Women's EURO 2025    |
| 9.  | 31 tháng 5 năm 2024  | Rostock, Đức           | Ba Lan      | 3–1       | 4–1     | Vòng loại UEFA Women's EURO 2025    |
| 10. | 31 tháng 5 năm 2024  | Rostock, Đức           | Ba Lan      | 4–1       | 4–1     | Vòng loại UEFA Women's EURO 2025    |
| 11. | 28 tháng 7 năm 2024  | Marseille, Pháp        | Hoa Kỳ      | 1–1       | 1–4     | Thế vận hội Mùa hè 2024             |
| 12. | 9 tháng 8 năm 2024   | Décines-Charpieu, Pháp | Tây Ban Nha | 1–0       | 1–0     | Thế vận hội Mùa hè 2024             |
| 13. | 25 tháng 10 năm 2024 | Luân Đôn, Anh          | Anh         | 1–0       | 4–3     | Giao hữu                            |
| 14. | 25 tháng 10 năm 2024 | Luân Đôn, Anh          | Anh         | 2–0       | 4–3     | Giao hữu                            |